# Hipótesis de la dínamo

Ilustración del mecanismo de dinamo que crea el campo magnético terrestre: las corrientes de convección del magma en el núcleo exterior terrestre, impulsadas por el flujo de calor desde el núcleo interno, organizadas en rollos por la fuerza de Coriolis, crean las corrientes circulantes eléctricas que generan el campo magnético.

La hipótesis de la dinamo es una teoría científica que intenta explicar el mecanismo por el que un cuerpo celeste, como por ejemplo la Tierra, genera un campo magnético a su alrededor.
En el caso de la Tierra, se cree que su campo magnético está causado por el movimiento de convección del hierro y níquel fundidos en el interior del núcleo terrestre exterior, así como el efecto Coriolis que aparece por la rotación del planeta. Cuando un fluido conductor se desplaza por un campo magnético ya existente, aparecen corrientes eléctricas inducidas, creando otro campo magnético. Cuando este campo inducido se añade al campo preexistente, el efecto es idéntico al que se presenta en una dinamo: el campo total se sostiene a sí mismo.
Campos similares aparecen en muchos cuerpos celestes, incluyendo la mayor parte de las estrellas, como el Sol (que contiene plasma conductor y el núcleo activo de la Galaxia).
El paradigma de la membrana es un modo de observar los agujeros negros que permite que el material cercano a sus superficies se exprese en el lenguaje de la hipótesis de la dinamo.

## Historia
Cuando William Gilbert publicó De magnete en 1600, llegó a la conclusión de que la Tierra era magnética y propuso la primera hipótesis para el origen de ese magnetismo: el magnetismo permanente tal como el que se encuentra en la piedra de imán. En 1822, André-Marie Ampère propuso que las corrientes internas son responsables del magnetismo de la Tierra. En 1919, Joseph Larmor propuso que una dinamo podría estar generando ese campo. Sin embargo, incluso después de que él adelantase su hipótesis, algunos científicos prominentes propusieron explicaciones alternativas. Einstein creía que podría haber una asimetría entre las cargas del electrón y del protón para que el campo magnético de la Tierra fuera producido por toda la Tierra. El ganador del Premio Nobel Patrick Blackett hizo una serie de experimentos en busca de una relación fundamental entre el momento angular y el momento magnético, pero no encontró ninguna.
Walter M. Elsasser, considerado un "padre" de la teoría de la dínamo actualmente aceptada como una explicación del magnetismo de la Tierra, propuso que el campo magnético era el resultado de corrientes eléctricas inducidas en el fluido núcleo exterior de la Tierra. Reveló la historia del campo magnético de la Tierra al ser pionero en el estudio de la orientación magnética de los minerales en las rocas.
Para mantener el campo magnético contra la desintegración óhmica (que ocurriría para el campo dipolar en 20 000 años), el núcleo externo debe ser convectivo. Es probable que esa convección sea una combinación de convección térmica y composicional. El manto controla la velocidad a la que se extrae el calor del núcleo. Las fuentes que generan calor son la energía gravitacional liberada por la compresión del núcleo; la energía gravitacional liberada por el rechazo de elementos ligeros (probablemente azufre, oxígeno o silicio) en el límite interno del núcleo a medida que crece; el calor latente de cristalización en el límite interno del núcleo; y la radiactividad del potasio, uranio y torio.
A comienzos del siglo XXI, el modelado numérico del campo magnético de la Tierra no se ha demostrado con éxito, pero parece estar al alcance. Los modelos iniciales se centran en la generación de campos por convección en el fluido núcleo externo del planeta. Fue posible mostrar la generación de un campo fuerte similar al de la Tierra cuando el modelo asumió una temperatura uniforme de la superficie del núcleo y viscosidades excepcionalmente altas para el fluido del núcleo. Los cálculos que incorporaron valores de parámetros más realistas produjeron campos magnéticos que menos parecidos a la Tierra, pero también señalaron el camino para los refinamientos del modelo que, en última instancia, pueden conducir a un modelo analítico preciso. Leves variaciones en la temperatura de la superficie del núcleo, en el rango de unos pocos milikelvins, han dado como resultado aumentos significativos en el flujo convectivo y producían campos magnéticos más realistas.